# Baroa
Baroa é um género de traça pertencente à família Arctiidae.